# Onthophagus ocellidorsis
Onthophagus ocellidorsis är en skalbaggsart som beskrevs av D'orbigny 1915. Onthophagus ocellidorsis ingår i släktet Onthophagus och familjen bladhorningar. Inga underarter finns listade i Catalogue of Life.